# Liste der Biografien/Anq
Liste der Biografien |
Portal Biografien |
Personensuche
# |
A |
B |
C |
D |
E |
F |
G |
H |
I |
J |
K |
L |
M |
N |
O |
P |
Q |
R |
S |
T |
U |
V |
W |
X |
Y |
Z |
?
 
Aa |
Ab |
Ac |
Ad |
Ae |
Af |
Ag |
Ah |
Ai |
Aj |
Ak |
Al |
Am |
An |
Ao |
Ap |
Aq |
Ar |
As |
At |
Au |
Av |
Aw |
Ax |
Ay |
Az
 
Ana–Anc |
And |
Ane |
Anf |
Ang |
Anh |
Ani |
Anj |
Ank |
Anl |
Anm |
Ann |
Ano |
Anp |
Anq |
Anr |
Ans |
Ant–Anz
Die Liste der Biografien führt alle Personen auf, die in der deutschsprachigen Wikipedia einen Artikel haben. Dieses ist eine Teilliste mit 9 Einträgen von Personen, deren Namen mit den Buchstaben „Anq“ beginnt.

## Anq

### Anqa
- Anqarawi, Isma'il Rusukhi, osmanischer Mystiker
- Anqari, Ibrahim ibn Abdullah al- (1928–2008), saudischer Politiker

### Anqu
- Anquetil, Georges (1888–1945), französischer Verleger und Schriftsteller
- Anquetil, Grégory (* 1970), französischer Handballspieler
- Anquetil, Jacques (1934–1987), französischer RadrennfahrerJacques Anquetil (1934–1987)

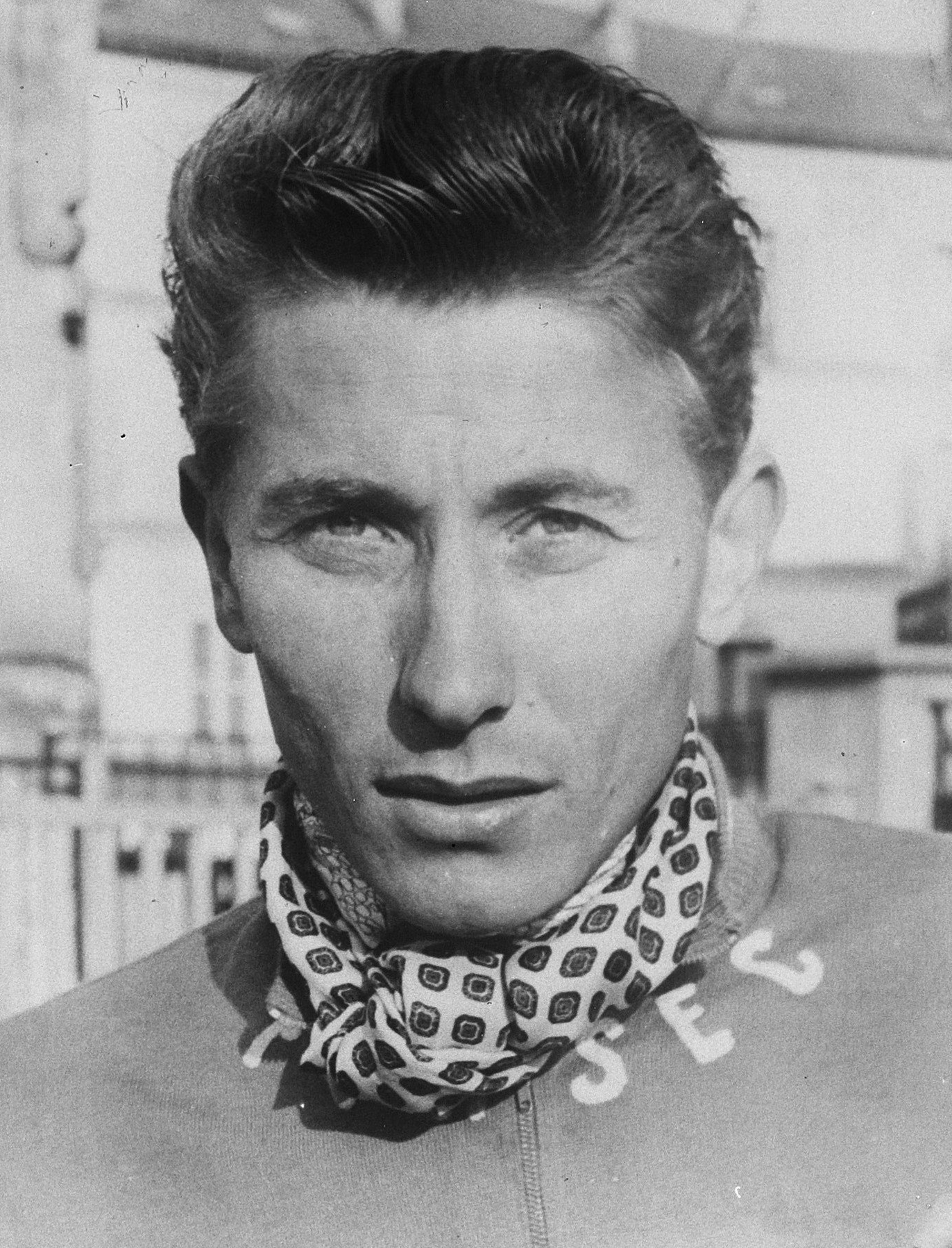
Jacques Anquetil (1934–1987)

- Anquetil, Louis-Pierre (1723–1806), französischer Historiker
- Anquetil-Duperron, Abraham Hyacinthe (1731–1805), französischer Orientalist
- Anquetin, Louis (1861–1932), französischer Maler
- Anquilletti, Angelo (1943–2015), italienischer Fußballspieler